# Plaza de Acho
Plaza de Acho, ofte blot de Acho, er en tyrefægterarena i Lima i Peru. Arenaen er beliggende i den histroriske dydel Rímac og er erklæret som et nationalt historisk monument. Plaza de Acho har 14.700 siddepladser.
Arenaen åbnede den 30. januar 1766 og er den ældste tyrefægterarena i hele Amerika (både nord og syd), og den næstældste i verden, efter La Maestranza i Spanien.